# 蔡细历事件

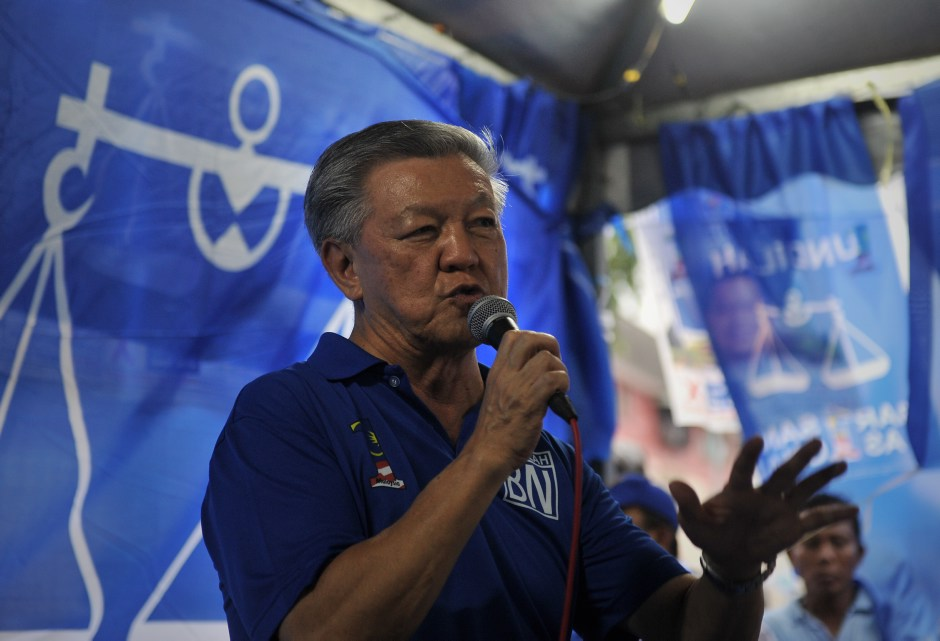
蔡细历

蔡细历事件是2008年在马来西亚因政治人物蔡细历涉及性爱光碟丑闻而引起的风波。
2008年1月1日，时任马来西亚卫生部长兼马华公会副总会长蔡细历在柔佛拉美士的马华服务中心召开记者会时承认，本身就是近日麻坡和峇株巴辖一带轰动流传的“性爱光碟”男主角，并同时向妻子、三个孩子、马来西亚民众、同事和支持者道歉。隔日，蔡细历宣布辞去卫生部长、马华副总会长、拉美士国会议员、马华会长理事会成员、马华柔州联委会主席及峇株巴辖区会主席。

## 过程
|                                   | 我认为，我应该勇敢和诚实地承认自己的错误。 |
| ——《蔡细历回忆录》第十章 辞职余波 |                                            |

2008年1月1日，蔡细历到昔加末巡访中央医院。结束行程后他在拉美士的马华服务中心召开记者会，在记者会上他承认自己涉及这一事件：
|  | 我承认我是光碟中的男士。那位女郎是我的朋友。 |

|  | 我在此郑重声明，那不是我自拍的光碟。 |

|  | 谁在幕后操纵也已不重要。 |

|  | 对我而言，如今获得太太和孩子的谅解，这已经足够。 |

|  | 我也亲自会见首相阿都拉·巴达威、副首相纳吉·阿都拉萨，以及马华总会长黄家定，并向他们解释和道歉。 |

|  | 我特此要向所有同僚、马华同志、我的支持者和全体马来西亚人民致歉。 |

|          | 在这段艰难时期，我吁请媒体能够给我和我家人一些空间。 |
| ——蔡细历 |                                                      |

蔡细历妻子黄薛卿也发表声明，表示要与丈夫共渡难关。她在声明中说：
|  | 我的丈夫蔡细历已向我和孩子们道歉。 |

|  | 我必须承认，这事件让我们难过，但我们已经接受他诚心的忏悔和道歉。 |

|  | 我要强调，多年以来他一直是个称职尽责的好丈夫、好父亲和家庭成员。 |

|          | 我们深知要面对很不容易，但我们愿意给他无限的支持，共同与他走过这段艰难时刻。 |
| ——黄薛卿 |                                                                              |